# Rörtryckning
Rörtryckning är en schaktfri ledningsbyggnadsmetod som utförs från en sänkbrunn, varifrån ledningen (betongrör som försetts med en speciell styrkona) trycks genom marken till en mottagningsbrunn med hjälp av hydraulkolvar.
Under tryckningen kontrolleras ledningens lutning och riktning med laser och justeras med hjälp av styrkonan.
Det finns även varianter på metoden, där ett mindre pilotrör trycks först. Detta ger möjlighet att backa tillbaka och välja en ny ledningslinje om hinder upptäcks i marken. När pilotröret är framme i mottagningsbrunnen trycks mediaröret utanpå.

## Tekniska data
| Max ledningsdiameter | 2500 mm                              |
| Max längd            | 150 meter                            |
| Rörmaterial          | Betong, stål, armerad plast, keramik |
| Utrymmesbehov        | Sänkbrunn eller spontschakt          |
| Begränsningar        | Lera, större stenar, berg            |